# Eciton hamatum
Eciton hamatum (Fabricius, 1782) ist eine Art räuberischer Wanderameisen aus der Neuen Welt.

## Systematik
Eciton hamatum gehört zur Unterfamilie der Ecitoninae und der Gattung Eciton. Zu den bekannteren Vertretern gehört auch die Art Eciton burchelli.

## Verbreitung
Eciton hamatum kommt im tropischen Mittelamerika und Südamerika von Mexiko bis nach Zentralbrasilien und Bolivien vor. Lokale Unterarten treten in Guayana auf. Besonders häufig kann Eciton hamatum in den Regenwäldern der Nationalparks von Costa Rica beobachtet werden. Die Ameisenart findet sich am häufigsten in den Wäldern des Tieflandes und ist in Bergregionen und Trockenzonen selten. Man trifft sie auf Höhenstufen zwischen 40 und 900 Metern an, überwiegend in Lagen von 235 Metern.

## Beschreibung
Die Soldatinnen von Eciton hamatum zeigen im Unterschied zu Eciton burchelli auf der Rückseite des Kopfes dornartige Ausbildungen, welche die empfindliche Kopfpartie im Kampf gegen andere Ameisenarten schützt.

## Lebensweise
Ameisen wie Eciton hamatum bilden den Hauptanteil der Biomasse in den tropischen Regenwäldern. 
Anders als bei Eciton burchelli sind ihre Raubzüge weniger sichtbar, da die Arbeiterinnen von Eciton hamatum meistens auf den Blättern von Bäumen jagen. Zu ihrer bevorzugten Beute gehören Larven anderer sozialer und staatenbildender Insekten wie Bienen, Wespen oder Ameisen der Gattungen Dolichoderus und Camponotus. Eciton hamatum ist anders als die generalistische Art E. burchelli hochspeziell in seiner Nahrungsbeschaffung und jagt in langen Kolonnen und nicht in breiten Fronten wie Eciton burchelli. Ihre Raubzüge konzentrieren sich auf bestimmte Areale und isolierte Zonen. Ihre meist in den frühen Morgenstunden beim ersten Tageslicht beginnenden Beutezüge bilden bestimmte Muster und richten sich nach dem Nahrungsangebot. Durch punktuelle Angriffe kann innerhalb von kurzer Zeit eine massierte Anzahl von Arbeiterinnen an einer Stelle konzentriert werden. Aus einer Hauptlaufspur verzweigen mehrere Nebenstraßen, was als Spaltenüberfall bezeichnet wird. Innerhalb eines Tages werden Strecken von zehn bis mehrere hundert Meter erreicht. Durch ihre hohe Laufgeschwindigkeit können nur wenige Beutetiere entkommen. Es wurde beobachtet, dass E. hamatum innerhalb eines Tages bis zu 90.000 Insekten erbeuten kann. In ihrer ökologischen Funktion und ihrem systematischen Beuteverhalten sorgt die Ameisenart dafür, dass keine Klimaxpopulationen anderer Insekten im empfindlichen Gleichgewicht des Regenwaldes entstehen können.